# Hard Edge (Film)
Hard Edge ist ein US-amerikanischer Pornofilm des Regisseurs Andrew Blake aus dem Jahr 2003 der dem Genre „Erotic Vignette“ zuzuordnen ist.

## Handlung
Der Film lebt von ästhetischen Bildideen die in kurze filmische Vignetten verarbeitet werden. Dabei spielen einerseits Fetisch-Elemente wie lesbische Zärtlichkeiten und laszives Rauchen und andererseits Gestaltungselemente wie grobkörnige Bilder, der Wechsel von Farb- und Schwarzweißfilm, Filter, Zeitlupen sowie luxuriöse Kulissen und Soundtrack eine große Rolle. Weitere Szenen zeigen Spielereien mit Bananen, Champagnerduschen und Masturbation.

## Auszeichnungen
- 2004: AVN Award: Best All Sex Film
- 2004: AVN Award: Best Art Direction Film
- 2004: AVN Award: Best Cinematography
- 2004: AVN Award: Best Editing Film

## Wissenswertes
- Der Film wurde vollständig an einem Ort in Paris gedreht.